# Deliryczny Nowy Jork
Deliryczny Nowy Jork. Retroaktywny manifest dla Manhattanu (eng. Delirious New York: A Retroactive Manifesto for Manhattan) – książka holenderskiego architekta Rema Koolhaasa, wydana w 1978 roku. Książka jest poświęcona historii, architekturze i urbanistyce Nowego Jorku, od czasów założenia Nowego Amsterdamu przez holenderskich osadników (1623), poprzez XIX wiek, kiedy wytyczono siatkę ulic, po wiek XX – projekt Kwatery głównej ONZ autorstwa Le Corbusiera.
Jedna z najbardziej wpływowych książek o architekturze i strukturze miasta napisana w drugiej połowie XX wieku.

## Historia
W 1972 roku, po otrzymaniu stypendium na studia na Uniwersytecie Cornella, Rem Koolhaas przeniósł się do Nowego Jorku. Podczas pisania książki "Deliryczny Nowy Jork" Koolhaas zaczął zbierać rozmaite czasopisma, książki i pocztówki z Manhattanu w celach badawczych i dołączył do klubu kolekcjonerów pocztówek. Książka została opublikowana w 1978 roku, trzy lata po tym, jak Koolhaas założył Office for Metropolitan Architecture (OMA) z Elią Zenghelis, Zoe Zenghelis i Madelon Vriesendorp w Londynie w 1975 roku.   
W książce autor śledzi historię rozwoju wyspy Manhattan od roku 1623, od czasów powstania pierwszych kolonii, założonych przez holenderskich osadników, przez XIX wiek, kiedy zaczęła się rozbudowa miasta: wytyczono siatkę ulic i 2028 działek (plan urbanistyczny, zachowany do dzisiaj) po wiek XX: przybycie do miasta słynnego przedstawiciela sztuki surrealistycznej Salwadora Daliego i francuskiego architekta Le Corbusiera i początki budownictwa drapaczy chmur. Koolhaas opisuje miasto jako swojego rodzaju laboratorium, żywy organizm, tworząc pojęcie "manhattanizm".    

## Okładka
Okładka pierwszego wydania książki została zaprojektowana przez Madelon Vriesendorp. Obraz „Flagrant Délit” przedstawia Chrysler Building i Empire State Building leżące w łóżku. Lampka nocna w pobliżu Empire State Building to pochodnia Statuy Wolności.